# Birgit Lundeberg
Birgit Lundeberg, under studieåren Bysjö, född 31 maj 1919 i Åtvids församling, död 13 mars 2009 i Järfälla församling, var en svensk arkitekt.
Lundeberg, som var dotter till kamrer Oscar Nilsson och Ebba Gustafsson, avlade studentexamen i Linköping och utexaminerades från Kungliga Tekniska högskolan 1942. Hon tjänstgjorde hos Erik och Tore Ahlsén i Stockholm 1942–1943, hos HSB Boro i Stockholm 1945–1948, i USA 1948–1949, hos arkitekt Carl Waldenström i Säffle 1951–1954, på länsarkitektkontoret i Karlstad 1956–1957 och hos arkitekt Gunnar Henriksson i Karlstad från 1957.  Hon var under 1960-talet verksam hos Bengt Lekhammar i Sundsvall, vid Kommunernas konsultbyrå i Sundsvall 1968–1969 och var planarkitekt i Järfälla kommun 1970–1983. Hon utarbetade byggnadsplanerna för Viksjö i Järfälla. Lundeberg är begravd på Gamla kyrkogården i Gävle.